# Temple mormon de Chicago
Le temple mormon de Chicago est un temple de l’Église de Jésus-Christ des saints des derniers jours situé à Chicago, dans l’État de l’Illinois, aux États-Unis. Il a été inauguré le 9 août 1985.

## Histoire
La structure elle-même a été construite en marbre gris et son toit est en ardoise grise. Les architectes ont utilisé un design révolutionnaire pour le temple de Chicago, adaptant le design traditionnel à six flèches et ajoutant des motifs modernes.
La construction du temple a également permis aux saints des derniers jours locaux d'apporter leurs moyens, leurs talents et leur temps. Cela comprenait des enfants qui donnaient des sous, des jeunes femmes qui fabriquaient des poupées pour la pépinière du temple et des femmes qui crochetaient et frivolaient des nappes d'autel. Lors des journées portes ouvertes, tenues du 15 juillet au 3 août 1985, le temple a accueilli plus de cent mille personnes pour son inauguration. Hinckley a consacré le temple le 9 août 1985. Le temple a une surface totale de 2 764 m2, cinq salles d'ordonnance et quatre salles de scellement.
Quatre ans après la consécration, le temple a fermé ses portes pour des travaux d'agrandissement, ce qui a doublé sa capacité d'accueil.
En 2020, comme tous les autres temples de l'église, le temple de Chicago a été fermé en réponse à la pandémie de Covid-19.